# Mario Tortora
Mario Tortora (Casamarciano, 23 dicembre 1909 – Casamarciano, 27 aprile 1994) è stato un medico italiano, colui che introdusse in Italia il pap test o test di Papanicolaou, il responsabile dell'avanzamento degli studi sul fattore Rh e fondatore del progetto "Banca del sangue" nel sud Italia.

## Biografia
Nacque a Casamarciano, in provincia di Napoli, il 23 dicembre 1909 in un semplice e grazioso ambiente rurale, che gli ha permesso la maturazione di pensieri e sentimenti profondi che lo hanno caratterizzato per tutta la vita.

### Gli studi e la carriera
Nel 1928 conseguì il diploma di maturità e s'iscrisse al corso di Medicina e Chirurgia dell'Università di Napoli, presso la quale si laureò il 13 luglio 1934, con votazione di 108/110.
In seguito a concorso nazionale, venne nominato assistente di ruolo presso la Clinica ostetrica e ginecologica dell'Università di Napoli il 29 marzo 1938 e, presso la stessa, conseguì il diploma di specialista in ostetricia e ginecologia nel luglio 1939 riportando il massimo dei voti e la lode.
La sua cultura e la sua preparazione si svilupparono anche grazie alla possibilità, che il giovane Professore ebbe, di studiare presso diverse Università italiane e straniere. Tra le varie esperienze che gli hanno permesso tale maturazione si ricordano gli studi nell'Ottobre del 1938 presso la Universitäts-Frauenklinik di Berlino dove seguì un corso di patologia endocrina femminile svolto dal Prof. C.Kauffmann, la partecipazione nel luglio 1939 a diverse lezioni del Prof O.Oliva all'Istituto di Istologia dell'Università di Bologna per apprendere la tecnica delle colture in vitro.
Collocato in aspettativa il 2 febbraio 1941 per richiamo alle armi, partecipò dal 7 giugno 1941 al 2 gennaio 1942 alle operazioni di guerra svoltesi in Africa Settentrionale. Anche in questa situazione riuscì a farsi apprezzare dirigendo il «Pathological Laboratory» del Campo 309 (El-Quasassin in Egitto).
Ha portato avanti le sue ricerche presso le Università di Napoli (1946-55), New York University (1950), Sassari (1955-60) e Ferrara (1960-80), stando sempre in contatto con gli scienziati di tutto il mondo.

## Il centro studi Rh
Gli studi sul fattore Rh per i quali il Prof. Tortora si è particolarmente distinto iniziarono quando, come egli stesso ha dichiarato:
(Mario Tortora)
Lo stesso A. S. Wiener nell'edizione italiana del suo libro Rh-Hr SYLLABUS (i tipi di sangue e le loro applicazioni) il 9 marzo dichiarerà di essere «particolarmente obbligato al Dr. Mario Tortora, suo collega e ottimo amico, per l'eccellente lavoro di traduzione e per l'abile assistenza».
In diverse occasioni si mise in evidenza per i suoi studi sul fattore Rh. 
Particolarmente ricordati sono Il Congresso nazionale della "Società italiana di ginecologia e ostetricia" che si svolse a Firenze nel 1946 nel corso del quale il Dr. Mario Tortora fece una breve comunicazione dal titolo "Ereditarierà dei fattori Rh e Hr e rapporti di filiazione"; l'anno successivo, all'Accademia di scienze mediche e chirurgiche di Napoli presentò un caso di Icterus gravis neonatorum e due casi si Icterus praecox da isoimmunizzazione A-B. 
Per primo identificò in Italia portatori di geni rari Rz e Du. I suoi studi sul fattore Rh resero possibili diagnosi, terapia e prevenzione della MEN. Nella clinica ostetrica dell'Università di Napoli, il 13 luglio del 1949, eseguì per la prima volta l'esanguino-trasfusione in un neonato affetto da MEN.

## Lotta al cancro dell'utero e della mammella
Avendo intuito il concetto di prevenzione in campo medico, nel 1953, primo in Italia, organizzò presso la Clinica ostetrica e ginecologica dell'Università di Napoli un Centro per la Diagnosi precoce del cancro mediante il PAP Test, dimostrandone l'efficacia. Fu a Ferrara che diede inizio, nel 1962, a un programma a lungo termine di screening di massa del cancro dell'utero, il primo in Europa, che determinò una riduzione di 53 volte la morte delle donne per neoplasie della sfera genitale. 
Il 28 ottobre 1963 la Società Italiana di citologia clinica e sociale, alto consesso medico, nomina per acclamazione Suo presidente il Prof. Mario Tortora e chiede che l'esempio di Ferrara nell'opera di prevenzione contro i tumori venga seguito in tutto il Paese.
Come Direttore del Centro per la prevenzione del cancro ginecologico il Prof. Tortora realizzò il film “Prevenzione del cancro dell'utero e della mammella” doppiato in lingua francese, inglese, spagnola e portoghese, premiato in festivals internazionali del film scientifico di Salerno (1970), di Parigi (1970), di San Sebastian (1971), di Brisbane (1971) e di Rio de Janeiro (1972).
Le pubblicazioni “Prevenzione del cancro dell'utero e della mammella” e “Diagnostica mammografia” hanno ricevuto il Premio della Società Italiana di Cancerologia, intitolato alla memoria della Signora Carla Dini Maceri, “per il livello elevato del materiale presentato, sia dal punto di vista del contenuto che della presentazione” (Milano, 1971).

## Onorificenze
- Diploma di merito dell'International Academy of Cytology (1978)
- Medaglia d'argento al merito scientifico (Ferrara, 1967)
- Medaglia d'oro dei Benemeriti della scuola, della cultura e dell'arte, del Ministero della Pubblica Istruzione (1969)
- Medaglia d'oro al Merito della Sanità Pubblica (1970)
- Medaglia d'oro del Centro Sociale precancerosi e Istituto I.F.I.
- Ambrogino d'oro per benemerenze scientifiche (Milano, 1975)
- Targa d'oro per i Meriti Scientifici e Clinici (1992)
- Gran Croce al Merito del Lavoro dell'Accademia Italiana per lo sviluppo economico e sociale
- Croce al merito di guerra